# Steven Vitória
Steven de Sousa Vitória (Toronto, 11 de enero de 1987) es un futbolista canadiense que juega como defensa en el Boavista F. C. de la Primeira Liga.

## Biografía
Nació en Toronto, hijo de padres portugueses, Vitoria fue a Portugal cuando era un adolescente para seguir su sueño de jugar fútbol.[cita requerida]
Comenzando como mediocampista, Vitoria pasaría a ser una estrella en los equipos de su liga local antes de unirse al equipo de representantes de los Woodbridge Strikers.

## Selección nacional
Ha sido internacional con la selección de Canadá en 46 ocasiones anotando 5 goles. En categorías inferiores lo fue un total de 11 ocasiones con Portugal sub-19 y sub-20.

### Participaciones en Copas del Mundo
| Mundial              | Sede  | Resultado      | Partidos | Goles |
| -------------------- | ----- | -------------- | -------- | ----- |
| Copa Mundial de 2022 | Catar | Fase de grupos | 3        | 0     |

### Goles internacionales
| # | Fecha                   | Lugar                                             | Rival          | Marcador | Resultado        | Competición                             |
| - | ----------------------- | ------------------------------------------------- | -------------- | -------- | ---------------- | --------------------------------------- |
| 1 | 6 de octubre de 2016    | Estadio de Marrakech, Marrakech, Marruecos        | Mauritania     | 2 - 0    | 4 - 0            | Partido amistoso                        |
| 2 | 15 de noviembre de 2019 | Exploria Stadium, Orlando, Florida                | Estados Unidos | 1 - 3    | 1 - 3            | Liga de Naciones de la Concacaf 2019-20 |
| 3 | 9 de junio de 2022      | BC Place, Vancouver, Canadá                       | Curazao        | 2 - 0    | 4 - 0            | Liga de Naciones de la Concacaf 2022-23 |
| 4 | 17 de noviembre de 2022 | Estadio Al Maktoum, Dubái, Emiratos Árabes Unidos | Japón          | 1 - 1    | 1 - 2            | Partido amistoso                        |
| 5 | 9 de julio de 2023      | TQL Stadium, Cincinnati, Estados Unidos           | Estados Unidos | 1 - 1    | 2 - 2 (3 - 2 p.) | Copa de Oro de la Concacaf 2023         |

## Clubes
| Club                        | País           | Año       |
| --------------------------- | -------------- | --------- |
| F. C. Porto                 | Portugal       | 2006-2010 |
| G. D. Tourizense (cedido)   | Portugal       | 2006-2007 |
| S. C. Olhanense (cedido)    | Portugal       | 2007-2009 |
| S. C. Covilhã (cedido)      | Portugal       | 2009-2010 |
| G. D. Estoril               | Portugal       | 2010-2013 |
| S. L. Benfica               | Portugal       | 2013-2016 |
| Philadelphia Union (cedido) | Estados Unidos | 2015      |
| Lechia Gdańsk               | Polonia        | 2016-2019 |
| Moreirense F. C.            | Portugal       | 2019-2022 |
| G. D. Chaves                | Portugal       | 2022-2024 |
| Boavista F. C.              | Portugal       | 2025-     |

## Palmarés

### Títulos nacionales
| Título                      | Club          | País     | Año  |
| --------------------------- | ------------- | -------- | ---- |
| Primeira Liga               | S. L. Benfica | Portugal | 2014 |
| Copa de la Liga de Portugal | S. L. Benfica | Portugal | 2014 |
| Copa de Portugal            | S. L. Benfica | Portugal | 2014 |
| Copa de Polonia             | Lechia Gdańsk | Polonia  | 2019 |